# Hyoseris frutescens
Espèce
Statut de conservation UICN

 DD  : Données insuffisantes
 Hyoseris frutescens (en maltais Żigland ta' Għawdex) est une espèce de plante à fleurs de la famille des Astéracée endémique de l'archipel maltais.
Actuellement, elle est considérée comme une sous-espèce de Hyoseris lucida L., 1767 : Hyoseris lucida subsp. frutescens

## Découverte
L'espèce est décrite et nommée en 1988 par les biologistes Salvatore Brullo et Pietro Pavone.

## Description
Hyoseris frutescens est une plante à feuilles persistantes mesurant de 5 à 30 cm portant des branches boisées, robustes et très ramifiées. Les feuilles sont persistantes, charnues et lobées. La racine est solide et ramifiée. Les feuilles succulentes sont une adaptation au climat d'été maltais, chaud et sec.
La plante porte des fleurs jaunes qui fleurissent toute l'année.

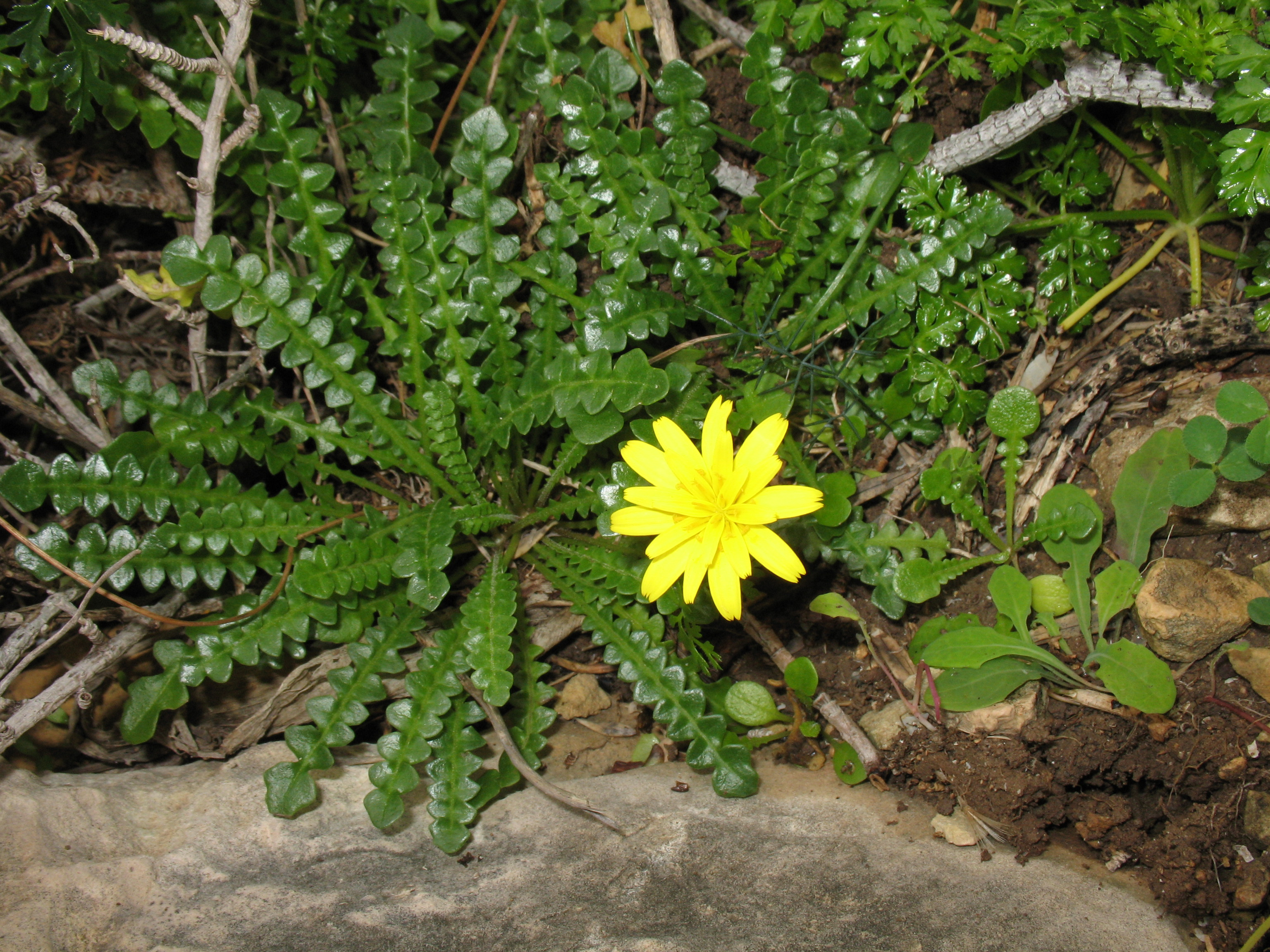
spécimen typique avec une fleur.
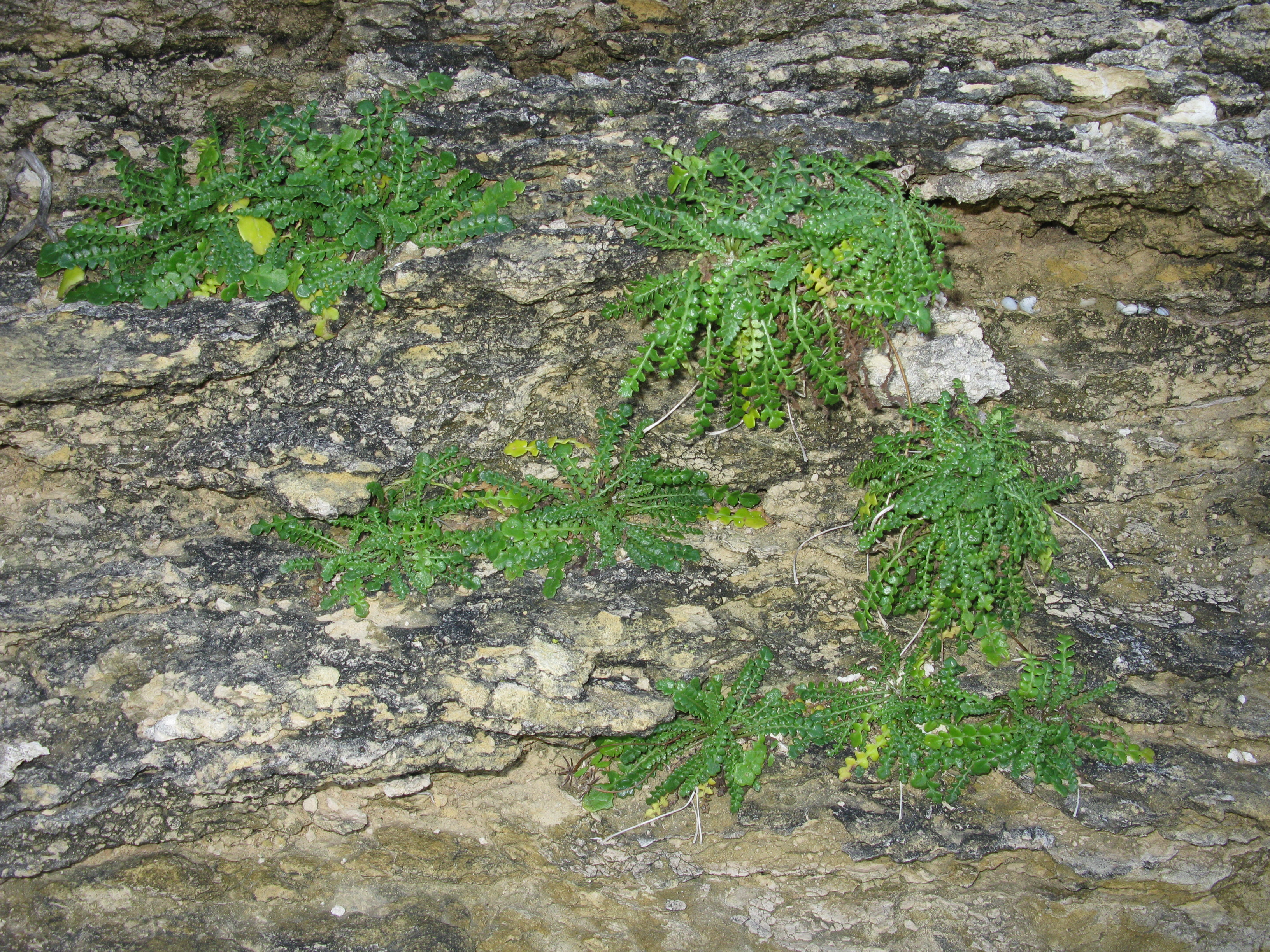
plusieurs plantes sur son habitat typique de failles calcaires.
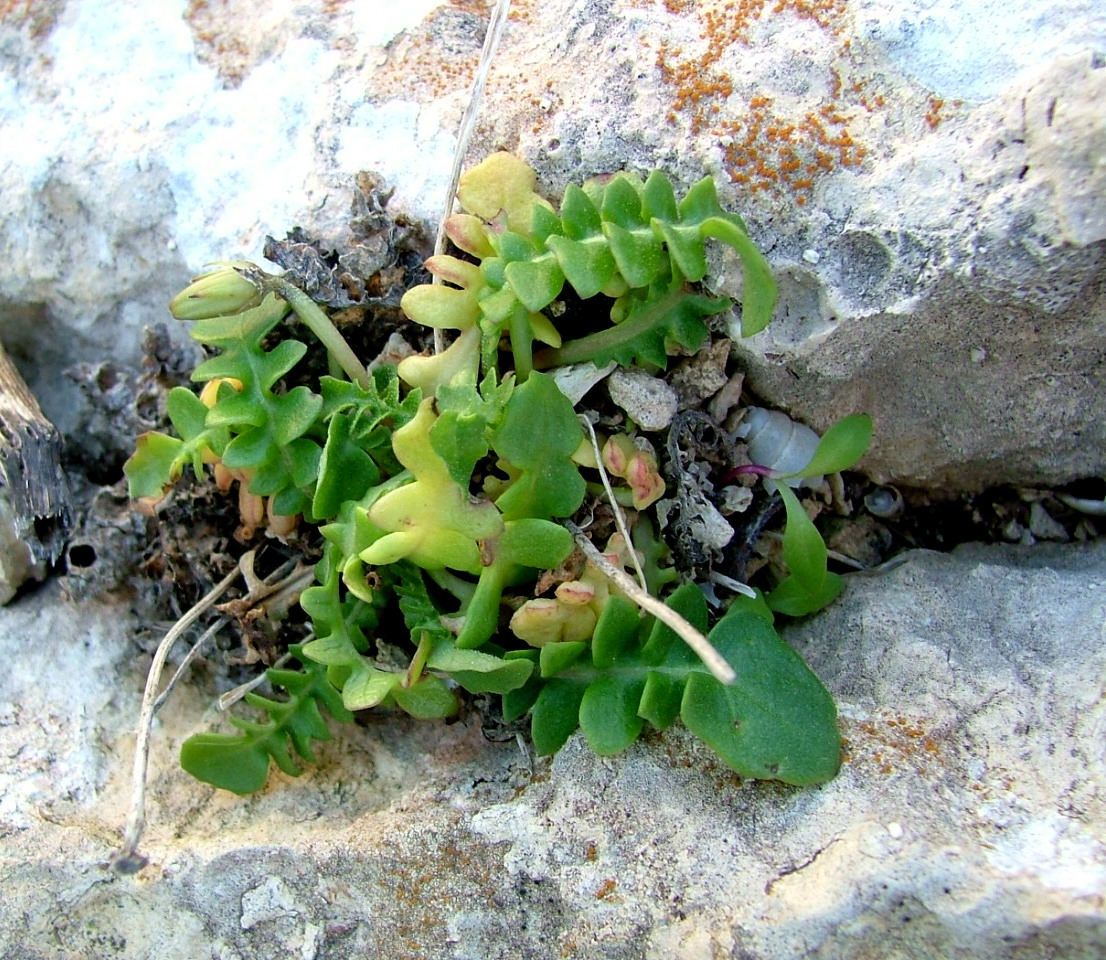
plante poussant dans une crevasse calcaire.
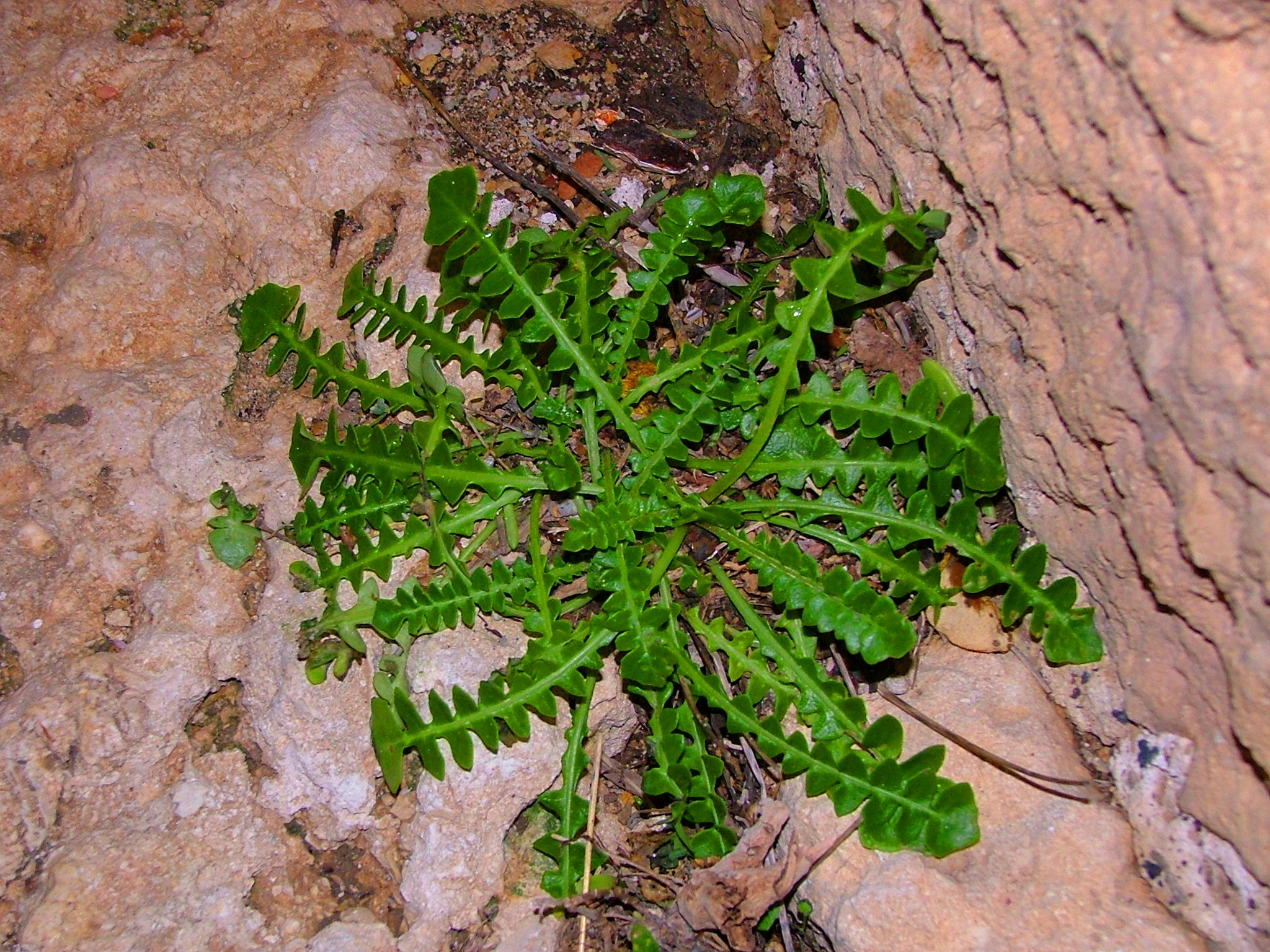
plante poussant dans un habitat humide.

## Habitat et écologie
Hyoseris frutescens pousse en communauté sur des falaises côtières ou sur la garrigue de plateaux rocheux.

## Distribution géographique
L'espèce est largement présente sur la côte ouest de Gozo mais peu présente à l'intérieur des terres. Dans un premier temps, l'espèce a été considérée comme endémique de Gozo avant d'être découverte sur l'île de Malte, d'abord dans les falaises de Qammieh (commune de Mellieħa) puis en janvier 2008 à Ghar Lapsi (commune de Qrendi), et en décembre 2008 sur les îles de Saint-Paul. La surface de distribution est estimée à 29 km².

## Menaces et protection
La population sur Gozo semble assez stable. Elle est plus menacée sur l'île de Malte en raison de populations rares et isolées les unes des autres.
La plante est protégée, elle ne peut être cueillie ou ramassée.